# Ai no Dai 6 Kan
„Ai no Dai 6 Kan“ е шестият студиен албум на японската група Morning Musume издаден на 8 декември 2004 година от Zetima Records. Албумът достига 7-а позиция в японската класацията за албуми.

## Списък с песните
1. „Namida ga Tomaranai Hōkago“ (涙が止まらない放課後, „After School When Tears Won't Stop“) – 3:46
2. „Sukiyaki“ (すき焼き) – 3:05
3. „Haru no Uta“ (春の歌, „Song of Spring“) – 4:16
4. „Joshi Kashimashi Monogatari“ (女子かしまし物語, „The Story of Noisy Girls“) – 6:00
5. „Chokkan: Toki to Shite Koi wa“ (直感～時として恋は～, „Intuition: Sometimes Love Could Be“) – 4:15
6. „Dokusen'yoku“ (独占欲, „Desire to Monopolize“) – 3:46
7. „Lemon Iro to Milk Tea“ (レモン色とミルクティ Remon Iro to Miruku Ti, „Lemon Color and Milk Tea“) – 3:31
8. „Roman: My Dear Boy“ (浪漫: My Dear Boy, „Romance: My Dear Boy“) – 3:56
9. „Koe (声, „Voice“) – 5:36
10. „Help!!“ – 2:28
11. „Ship! To the Future“ – 3:33
12. „Joshi Kashimashi Monogatari 2“ (女子かしまし物語２, „The Story of Noisy Girls 2“) – 5:08